# Скиф (противотанковый ракетный комплекс)
«Скиф» — украинско-беларуский противотанковый ракетный комплекс, разработанный украинской ОДКБ «Луч» в сотрудничестве с минской компанией ОАО «Пеленг».
Ракета производится в г. Киеве на ГАХК «Артём», прибор наведения «ПН-С» — в г. Минске в ОАО «Пеленг».
В ПТРК «Скиф» применена полуавтоматическая система наведения по лучу лазера. Обнаружение цели и наведение обеспечивается с помощью оптического и инфракрасного прицелов, что позволяет вести стрельбу в сложных погодных условиях.
Особенностью ПТРК является возможность наведения ракеты на цель с закрытых позиций и укрытий. Другой отличительной чертой комплекса является траектория полёта ракеты: после пуска она летит над линией визирования (на высоте около 10 м) и снижается на уровень цели на конечном участке полёта. Лазерный луч при этом светит в хвост ракеты и только за долю секунды перед ударом переводится на цель.

## Описание
Базовая модификация ПТРК «Скиф» состоит из установленной на треноге пусковой установки, транспортно-пускового контейнера для ракет Р-2, прибора наведения ПН-С и пульта дистанционного управления, позволяющего производить вести огонь с расстояния до 50 м.
ПТРК использует ракету Р-2, унифицированную с ПТРК «Барьер». Длина ракеты составляет 1270 мм, длина контейнера с ракетой — 1360 мм, калибр ракеты — 130 мм, вес — 16 кг.

## Модификации
- «Скиф» — базовая модификация, представлена на выставке в феврале 2005 года[2]
- «Скиф-Д» — состоит из установленной на треноге пусковой установки, контейнера для ракет Р2, прибора наведения ПН-С и пульта дистанционного управления, который позволяет оператору производить пуск с расстояния до 50 м
- «Скиф-М» — ПТРК, оснащённый белорусским тепловизором
- автономный тренажёр ПТРК «Скиф», разработанный белорусским ЗАО «ЦНИП» — впервые представлен в 2013 году на оружейной выставке IDEX-2013, предназначен для обучения расчётов ПТРК «Скиф»[3]

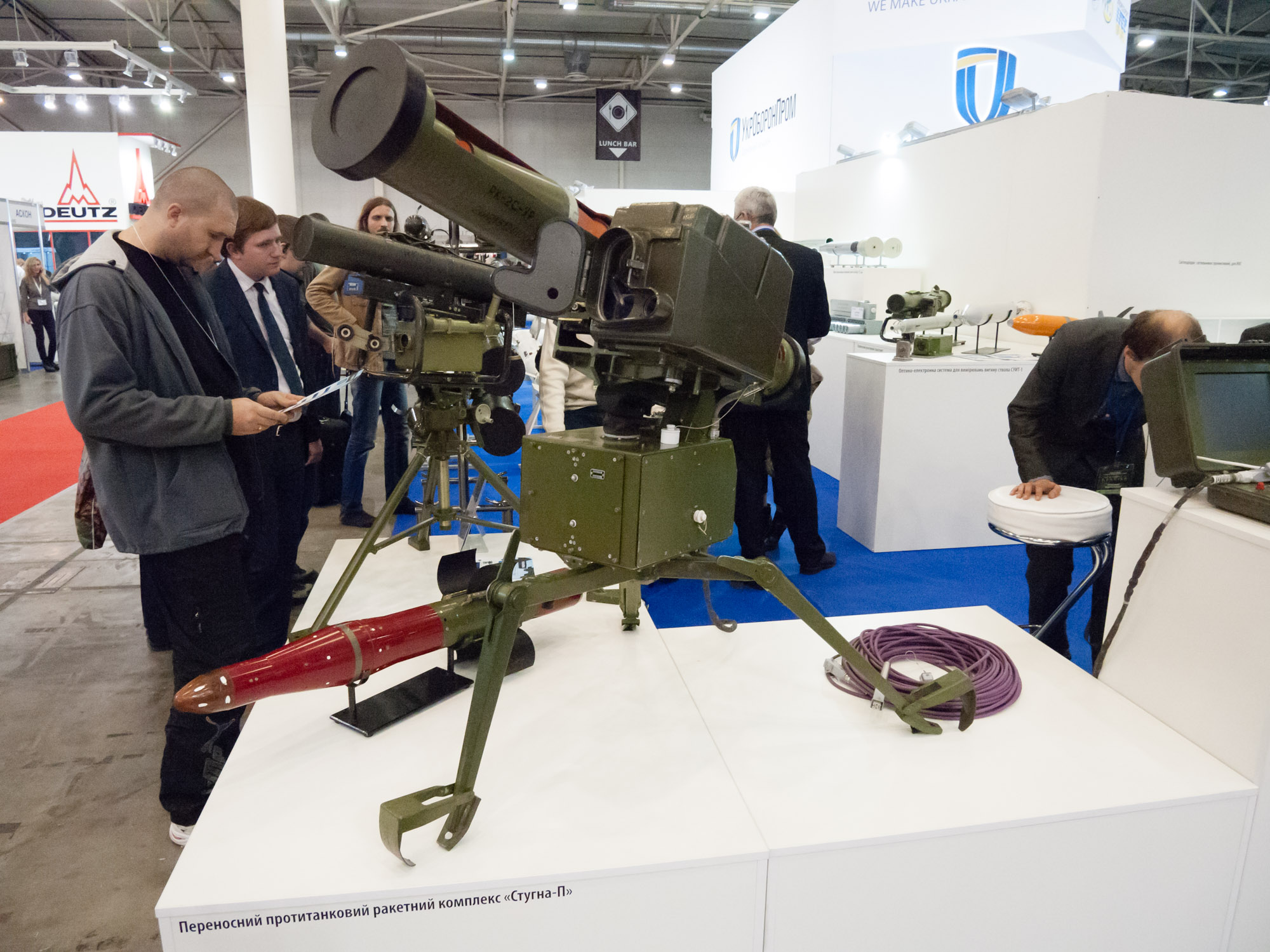
ПТРК «Стугна-П» на выставке «Укроборонпрома»

- «Стугна-П» — вариант, принятый на вооружение вооружённых сил Украины. В отличие от ПТРК «Скиф», который оснащён прибором наведения ПН-С производства минского ОАО «Пеленг», ПТРК «Стугна-П» оснащён прибором наведения ПН-И украинской разработки[4].

## Технические характеристики
Технические характеристики соответствуют модификации «Скиф».
- Калибр: 130 мм[5]
- Вес пусковой установки: 28 кг
- Стартовый вес ракеты: 16 кг
- Вес контейнера с ракетой: 29,5 кг
- Вес прибора наведения ПН-С: 16 кг
- Пульт дистанционного управления: 12 кг[6]
- Длина контейнера: 1360 мм
- Время полёта на максимальную дальность: 23 с
- Тип БЧ: кумулятивная тандемная
- Бронепробиваемость: не менее 800 мм за ДЗ
- Дальность обнаружения цели (днём): 7000 м
- Дальность стрельбы:
  - Днем: 100 — 5000 м
  - Ночью: 100 — 3000 м
- Система наведения: полуактивная (по лазерном лучу)
- Температурный диапазон применения: −40…+60ºС

## На вооружении

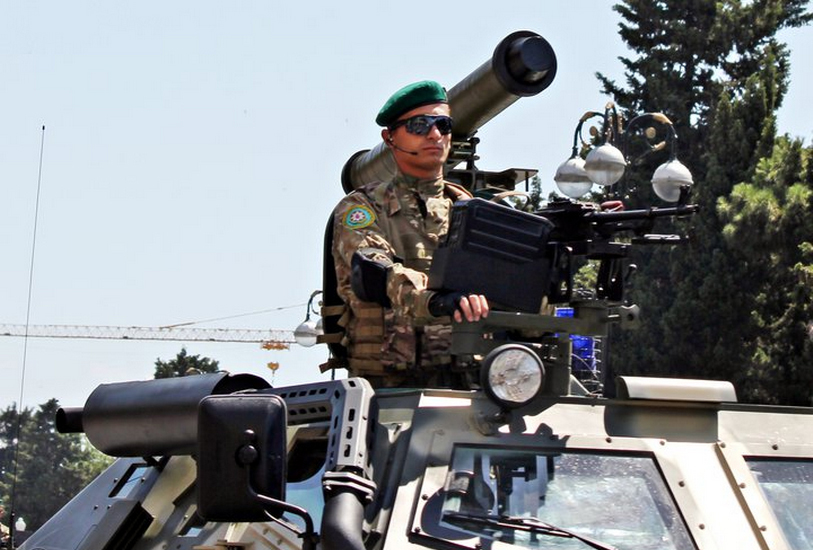
Бронеавтомобиль Otokar Cobra азербайджанской армии, оснащённый ПТРК «Скиф»

- Азербайджан: приняты на вооружение в 2010[7] и устанавливаются на бронеавтомобиль Otokar Cobra[8] и «Скорпион»[9])[10]
- Алжир: подписал контракт на поставку в 2016 году[10][11]
- Грузия[12]
- Украина: по состоянию на 21 января 2015 года, два комплекса «Скиф» использовались в зоне боевых действий на востоке Украины[13]
- Катар[10]
- Саудовская Аравия: 30 штук[10][14]
- Мьянма[15]
- Марокко[10][16]